# Granville (ville, New York)
Pour les articles homonymes, voir Granville (homonymie).
Ne doit pas être confondu avec Granville (village, New York).
Granville est une ville du comté de Washington, dans l'État de New York, aux États-Unis,. En 2010, elle compte une population de 6 669 habitants.

## Démographie
Lors du recensement de 2010, la ville comptait une population de 6 669 habitants, tandis qu'en 2016, elle est estimée à 6 504 habitants.